# Lampertheim (Németország)
Lampertheim település Németországban, Hessen tartományban. Lakosainak száma 33 053 fő (2023. december 31.).

## Népesség
A település népességének változása:
| Lakosok száma | 31 037 | 31 851 | 32 609 | 32 537 | 32 682 | 32 870 | 33 053 |
|               | 2011   | 2014   | 2017   | 2019   | 2021   | 2022   | 2023   |